# Lätt tungvikt i boxning vid olympiska sommarspelen 1988
Resultat från boxning vid olympiska sommarspelen 1988 och herrarnas lätta tungvikt. Boxarna vägde under 81 kg. Tävlingarna arrangerades i Chamshil Students' Gymnasium i Seoul.

## Medaljörer
| Klass         | Guld                 | Silver                                | Brons                     |
| Lätt tungvikt | Andrew Maynard · USA | Nurmagomed Sjanavazov · Sovjetunionen | Henryk Petrich · Polen    |
| Lätt tungvikt | Andrew Maynard · USA | Nurmagomed Sjanavazov · Sovjetunionen | Damir Škaro · Jugoslavien |

## Resultat

### Första rundan
| Vinnare                      | Resultat      | Förlorare             |
| Första rundan                | Första rundan | Första rundan         |
| ---------------------------- | ------------- | --------------------- |
| Ahmed El-Naggar (EGY)        | WO            | Hudson Nanton (SUI)   |
| Niels Madsen (DEN)           | RSC-w         | Terry Dixon (JAM)     |
| Henryk Petrich (POL)         | RSC-2         | Park Byun-jin (KOR)   |
| Osmond Imadiyi (NGR)         | KO-1          | Rund Kanika (ZAI)     |
| Damir Škaro (YUG)            | 3-2           | Deyan Kirilov (BUL)   |
| Sione Vaveni Talia'uli (TGA) | KO-1          | Tommy Bauro (SOL)     |
| Joseph Akhasamba (KEN)       | RSC-2         | Jeffrey Nedd (ARU)    |
| Andrea Magi (ITA)            | 5-0           | Pua Ulberg (SAM)      |
| Brent Kosolofski (CAN)       | RSC-3         | Ahmed el-Masri (LIB)  |
| Markus Bott (FRG)            | RSC-3         | René Suetovius (GDR)  |
| Nurmagomed Sjanavazov (URS)  | 3-2           | Patrick Lihanda (UGA) |

### Andra rundan
| Vinnare                     | Resultat     | Förlorare                    |
| Andra rundan                | Andra rundan | Andra rundan                 |
| --------------------------- | ------------ | ---------------------------- |
| Lajos Eros (HUN)            | 4-1          | Nelson Adams (PUR)           |
| Andrew Maynard (USA)        | RSC-2        | Mikaele Masoe (ASA)          |
| Ahmed El-Naggar (EGY)       | 5-0          | Chris Collins (GRN)          |
| Henryk Petrich (POL)        | 5-0          | Niels Madsen (DEN)           |
| Damir Škaro (YUG)           | 5-0          | Osmond Imadiyi (NGR)         |
| Joseph Akhasamba (KEN)      | 5-0          | Sione Vaveni Talia'uli (TGA) |
| Andrea Magi (ITA)           | 4-1          | Brent Kosolofski (CAN)       |
| Nurmagomed Sjanavazov (URS) | 5-0          | Markus Bott (FRG)            |

### Kvartsfinaler
| Vinnare                     | Resultat      | Förlorare              |
| Kvartsfinaler               | Kvartsfinaler | Kvartsfinaler          |
| --------------------------- | ------------- | ---------------------- |
| Andrew Maynard (USA)        | 5-0           | Lajos Eros (HUN)       |
| Henryk Petrich (POL)        | 5-0           | Ahmed Elnaggar (EGY)   |
| Damir Škaro (YUG)           | 5-0           | Joseph Akhasamba (KEN) |
| Nurmagomed Sjanavazov (URS) | 5-0           | Andrea Magi (ITA)      |

### Semifinaler
| Vinnare                     | Resultat    | Förlorare            |
| Semifinaler                 | Semifinaler | Semifinaler          |
| --------------------------- | ----------- | -------------------- |
| Andrew Maynard (USA)        | AB-3        | Henryk Petrich (POL) |
| Nurmagomed Sjanavazov (URS) | WO          | Damir Škaro (YUG)    |

### Final
| Vinnare              | Resultat | Förlorare                   |
| Final                | Final    | Final                       |
| -------------------- | -------- | --------------------------- |
| Andrew Maynard (USA) | 5-0      | Nurmagomed Sjanavazov (URS) |